# Шультен (баронский род)
Шультен  (швед. Af Schultén) — дворянский род.

## Происхождение и история рода
Высочайшим указом 1859 г. президент выборгского гофгерихта Отто-Рейнгольд аф Шультен (швед. Otto Reinhold af Schultén‎; 1798—1884) возведён в баронское достоинство Великого княжества Финляндского, и тогда же род его внесен в матрикул рыцарского финляндского дома за № 43.